# Gabriel Taliari
Gabriel Pereira Taliari, mais conhecido como Gabriel Taliari ou Bill (Arceburgo, 13 de abril de 1997), é um futebolista brasileiro que atua como meia-atacante. Atualmente, joga pelo Juventude.

## Carreira em clubes

### EC São Bernardo
Bill jogou pelo EC São Bernardo no Campeonato Paulista Segunda Divisão de 2015. Ele fez sua estreia na liga em 17 de abril de 2015, jogando os 90 minutos completos e marcando o gol de empate em um empate em casa por 1 a 1 contra o rival local Mauaense. Uma semana depois, ele marcou o único gol na vitória por 1 a 0 fora de casa sobre o Manthiqueira. Em 29 de maio, Bill converteu um pênalti na vitória sobre o Guarulhos, e marcou novamente contra o mesmo adversário em 1º de agosto.

### Capivariano

#### 2016
Sua atuação na quarta divisão do campeonato paulista o levou a uma transferência para o Paulista A1 pelo Capivariano. Com sua equipe já rebaixada, ele fez sua estreia profissional em 10 de abril como substituto de Vicente na derrota por 2 a 1 para o Botafogo de Ribeirão Preto na última rodada da primeira fase do Paulistão. Após o término da competição, Bill foi enviado de volta para a equipe sub-20. Ele marcou quatro gols durante a competição e ajudou a equipe juvenil a chegar à final do Campeonato Paulista de Futebol Sub-20 de 2016, perdendo para o São Paulo.

#### 2017
Bill então se juntou à equipe principal para o Campeonato Paulista Série A2. Em 18 de fevereiro, ele fez sua primeira aparição no torneio, saindo do banco aos 57 minutos em uma derrota por 2 a 1 para o Taubaté na Arena Capivari. Em 1º de março, ele marcou seu primeiro gol da temporada, marcando cinco minutos após o início do jogo, quando o Capivariano venceu sua primeira partida da temporada, batendo o Guarani por 2 a 1 no Brinco de Ouro. Ele marcou mais dois gols durante aquele mês, abrindo o placar contra o Mogi Mirim e o XV de Piracicaba, embora ambos os jogos tenham terminado em empate por 1 a 1. Após três jogos sem gols, Bill marcou o gol da vitória em uma vitória por 2 a 1 sobre o Velo Clube em 12 de abril. Três dias depois, ele marcou seu quinto gol da temporada em um empate por 1 a 1 fora de casa contra o Votuporanguense.

##### Empréstimo ao Água Santa
Como a equipe principal do Capivariano não tinha mais jogos para o restante do ano, Bill foi emprestado ao Água Santa.

#### 2018
Bill marcou o primeiro gol do Capivariano na temporada, convertendo um pênalti dez minutos após o início do jogo de abertura do Campeonato Paulista Série A3 contra o Grêmio Osasco, em 17 de janeiro de 2018. Em 24 de janeiro, ele marcou dois gols em uma vitória por 2 a 1 fora de casa contra o Mogi Mirim.

### Atlético Paranaense

#### 2018
Em 30 de abril de 2018, o Atlético Paranaense anunciou a contratação de Gabriel Taliari por empréstimo do Capivariano até o final de 2019.Durante sua passagem no clube integrou o elenco conquistando a Copa Sul-Americana de 2018 e o Campeonato Paranaense de Futebol de 2019.

### Mirassol
Em 2019, Taliari foi emprestado ao Mirassol para a disputa da Copa Paulista.

### Ituano
Em 2020, Taliari foi emprestado ao Ituano para a disputa do Campeonato Paulista.

### Brusque
Em 2021, Taliari foi emprestado ao Brusque para a disputa do Campeonato Brasileiro Série B.

### Santo André
Em 2023, Taliari foi emprestado ao Santo André para a disputa do Campeonato Paulista.

### CSA
Em 2023, Taliari foi emprestado ao CSA.

### Juventude
Em 2023, Taliari foi emprestado ao Juventude para a disputa do Campeonato Brasileiro Série B. No final de 2023, o Juventude anunciou a contratação em definitivo de Gabriel Taliari.

## Títulos
Athletico Paranaense
- Copa Sul-Americana: 2018[16]
- Campeonato Paranaense: 2019[16]